# CW-8
CW-8 – polski szybowiec szkolny zbudowany w okresie międzywojennym.

## Historia

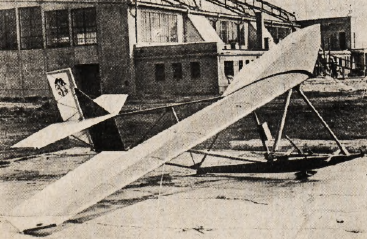
CW-8 przed startem

Inżynier Wacław Czerwiński opracował w 1934 roku projekt nowego szybowca szkolnego. Miała to być prosta i tania konstrukcja wybaczająca błędy pilotażu początkującym pilotom i umożliwiająca ich masowe szkolenie. W tym celu maksymalnie uproszczono konstrukcję szybowca – znormalizowano wymiary elementów drewnianych, użytych śrub oraz ograniczono do siedmiu liczbę elementów spawanych. Kadłub został podzielony na trzy sekcje, co ułatwiało transport oraz umożliwiało szybką wymianę uszkodzonych części. Dobrą stateczność w locie zapewnił odpowiednio dobrany skos płata oraz niskie umiejscowienie fotela pilota, dobrą sterowność uzyskano poprzez zastosowanie sterów o dużej powierzchni. Nowym rozwiązaniem była specjalnie skonstruowana płoza podkadłubowa, zabezpieczająca główną część kadłuba przed uszkodzeniem podczas lądowania. Konstruktor zadbał o bezpieczeństwo pilota – jego fotel został umiejscowiony tak, aby zmniejszyć ryzyko urazów głowy podczas lądowania w przygodnym terenie. Dzięki przyjętym rozwiązaniom powstał tani szybowiec – koszt jednego egzemplarza oszacowano na 1500 zł.
Model szybowca został zbadany w tunelu aerodynamicznym Laboratorium Aerodynamicznego Politechniki Lwowskiej. Prototyp został zbudowany jesienią 1934 roku w Warsztatach Szybowcowych ZASPL. Jego oblotu dokonał Franciszek Kotowski na początku 1935 roku na lotnisku w Skniłowie. Oceniono, że szybowiec jest bardzo sterowny i łatwy w pilotażu, a nowa konstrukcja płozy podkadłubowej zapewnia dobrą ochronę kadłuba nawet podczas „twardego” lądowania.
Po lotach doświadczalnych wprowadzono zmiany konstrukcyjne w prototypie polegające na podwyższeniu steru kierunku. Tak zmodyfikowany egzemplarz stał się wzorcem do podjęcia w Warsztatach Szybowcowych ZASPL produkcji seryjnej, w czasie której powstało ok. 30 szybowców oznaczonych jako CW-8 bis. Zostały przekazane do szkół szybowcowych w Bezmiechowej, Polichnie i Bodzowie. Prototyp został zakupiony przez Wojewódzki Okręg Ligi Obrony Powietrznej i Przeciwgazowej we Lwowie i był używany w szkole szybowcowej Aeroklubu Lwowskiego w Czerwonym Kamieniu.
Eksploatacja wykazała, że szybowiec ma jednak poważne wady zagrażające bezpieczeństwu lotów. Był łatwy do przeciągnięcia i łatwo wchodził w korkociąg, co było szczególnie niebezpieczne dla mało doświadczonych pilotów. Ponadto, pomimo wprowadzonych zabezpieczeń, łatwo mogło dojść do urazów głowy pilota o wsporniki mocujące skrzydło do kadłuba. Spowodował to wycofanie tych szybowców z użycia w 1936 roku.
W 1935 roku zbudowano prototyp CW-8 ter o zwiększonej rozpiętości płata do 12,04 m, nie był on jednak udany i nie wszedł do produkcji. Studenci Związku Awiatycznego Studentów Politechniki Lwowskiej w 1936 roku przebudowali jeden egzemplarz CW-8 bis na motoszybowiec. Zamontowano na nim silnik JS-4 konstrukcji Jerzego Szablowskiego ze śmigłem ciągnącym. W konstrukcji płata zostały wprowadzone zmiany umożliwiające montaż silnika - wzmocniona została jego centralna część. Ponadto miejsce pilota zostało obudowane drewniano-płócienną osłoną. Zostały przeprowadzone próby kołowania oraz oblatano motoszybowiec w locie na holu.

## Konstrukcja
Jednomiejscowy szybowiec szkolny w układzie wolnonośnego górnopłatu o konstrukcji drewnianej.
Kadłub o konstrukcji kratownicowej, zbudowany z trzech części: skrzynki, ramy przedniej oraz kraty tylnej przechodzącej w statecznik pionowy. W kadłubie był zamontowany hak do startu z lin gumowych. Nieregulowany fotel pilota, drążek i orczyk były umieszczone w ramie przedniej. Kadłub był usztywniony naciągami linkowymi biegnącymi do skrzydła i statecznika. Istniała możliwość demontażu kadłuba na trzy oddzielne części.
Usterzenie krzyżowe o konstrukcji drewnianej, stery kryte płótnem. Statecznik poziomy podparty zastrzałami wykonanymi z rurek. Napęd sterów linkowy. 
Płat dwudzielny o obrysie prostokątno-trapezowym, jednodźwigarowy ze skośnym dźwigarkiem pomocniczym, kryty sklejką do dźwigara a dalej płótnem. Wyposażony w lotki o napędzie linkowym. 
Podwozie jednotorowe złożone z dwóch płóz podkadłubowych. Przednia płoza w postaci miski stalowej amortyzowanej stalowym resorem i gumowym klockiem, płoza tylna wykonana z jesionu amortyzowana gumową płytką.